# Формула-1 — Гран-прі Китаю 2008

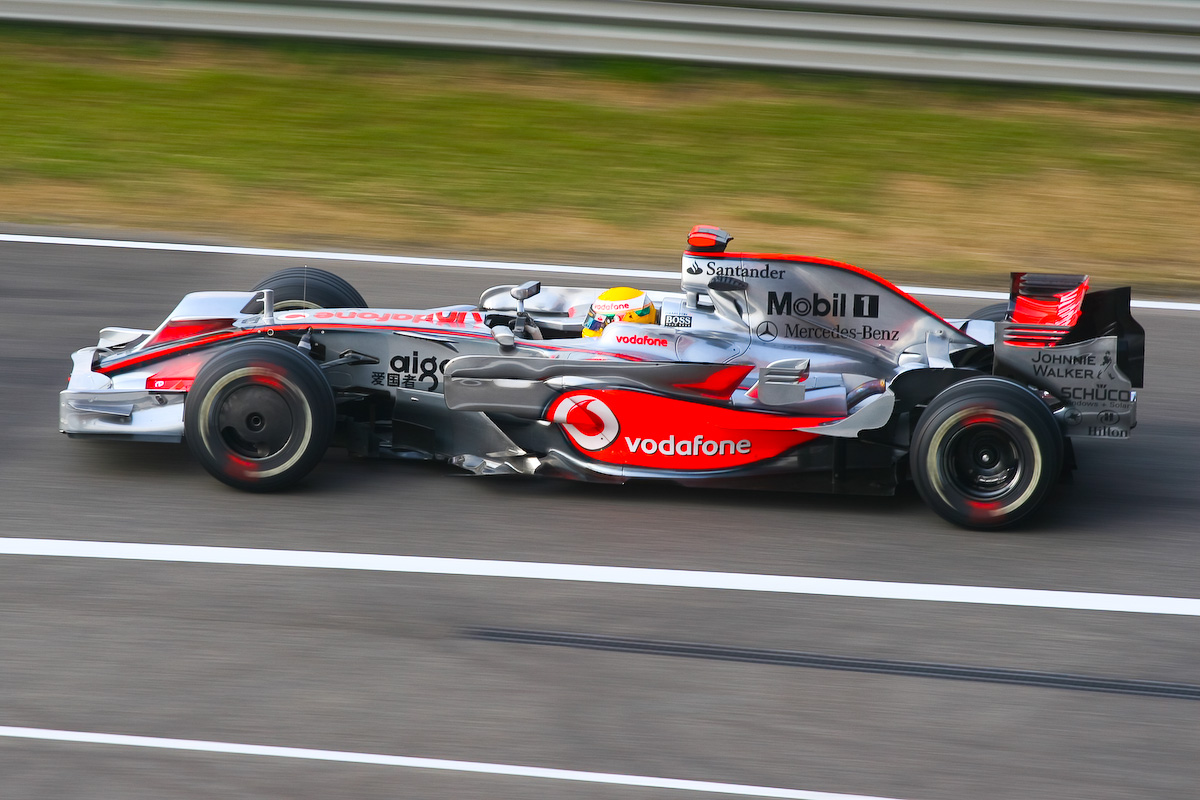
Льюїс Хемілтон.

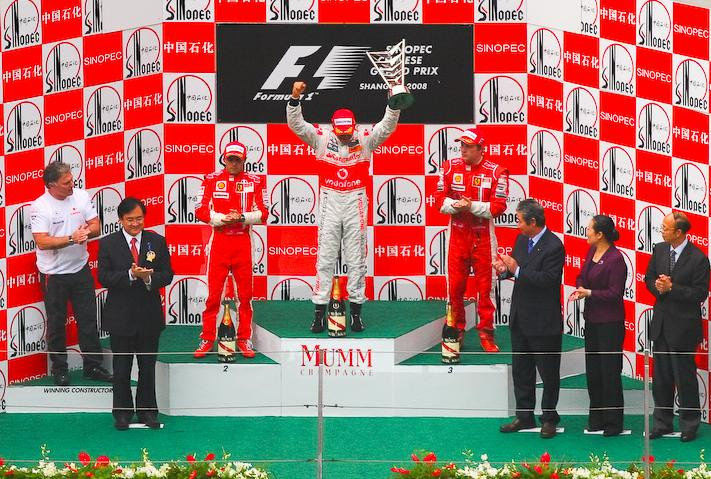
Подіум Гран-прі Китаю 2008.

Гран-прі Китаю 2008 року — сімнадцятий етап чемпіонату світу 2008 року з автоперегонів у класі Формула-1, пройшов з 17 по 19 жовтня 2008 року на шанхайському автодромі (Шанхай, Китай). Перемогу святкував пілот команди «Макларен-Мерседес», Льюїс Гамільтон, стартувавши з поул-позишн. Крім цього він показав найкращий результат проходження кола під час перегонів.

## Класифікація

### Кваліфікація
|    | Пілот               | Команда            | 1 частина | 2 частина | 3 частина |
| -- | ------------------- | ------------------ | --------- | --------- | --------- |
| 1  | Льюїс Гамільтон     | Макларен-Мерседес  | 1:35.566  | 1:34.947  | 1:36.303  |
| 2  | Кімі Ряйкконен      | Феррарі            | 1:35.983  | 1:35.355  | 1:36.645  |
| 3  | Феліпе Масса        | Феррарі            | 1:35.971  | 1:35.135  | 1:36.889  |
| 4  | Фернандо Алонсо     | Рено               | 1:35.769  | 1:35.461  | 1:36.927  |
| 5  | Хейкі Ковалайнен    | Макларен-Мерседес  | 1:35.623  | 1:35.216  | 1:36.930  |
| 6  | Марк Веббер         | Ред Булл-Рено      | 1:36.238  | 1:35.686  | 1:37.083  |
| 7  | Нік Хайдфельд       | Заубер-БМВ         | 1:36.224  | 1:35.403  | 1:37.201  |
| 8  | Себастьян Феттель   | Торо Россо-Феррарі | 1:35.752  | 1:35.386  | 1:37.685  |
| 9  | Ярно Труллі         | Тойота             | 1:36.104  | 1:35.715  | 1:37.934  |
| 10 | Себастьєн Бурде     | Торо Россо-Феррарі | 1:36.239  | 1:35.478  | 1:38.885  |
| 11 | Нельсон Піке (мол.) | Рено               | 1:36.029  | 1:35.722  |           |
| 12 | Роберт Кубіца       | Заубер-БМВ         | 1:36.503  | 1:35.814  |           |
| 13 | Тімо Глок           | Тойота             | 1:36.210  | 1:35.937  |           |
| 14 | Рубенс Барікелло    | Хонда              | 1:36.640  | 1:36.079  |           |
| 15 | Ніко Росберг        | Вільямс-Тойота     | 1:36.434  | 1:36.210  |           |
| 16 | Девід Култхард      | Ред Булл-Рено      | 1:36.731  |           |           |
| 17 | Кадзукі Накадзіма   | Вільямс-Тойота     | 1:36.863  |           |           |
| 18 | Дженсон Баттон      | Хонда              | 1:37.053  |           |           |
| 19 | Адріан Сутіл        | Форс Індія-Феррарі | 1:37.730  |           |           |
| 20 | Джанкарло Фізікелла | Форс Індія-Феррарі | 1:37.739  |           |           |

### Перегони
|      | Пілот               | Команда            | Кіл | Час             | Старт | Очок |
| ---- | ------------------- | ------------------ | --- | --------------- | ----- | ---- |
| 1    | Льюїс Гамільтон     | Макларен-Мерседес  | 56  | 1:31:57.403     | 1     | 10   |
| 2    | Феліпе Масса        | Феррарі            | 56  | +14.9           | 3     | 8    |
| 3    | Кімі Ряйкконен      | Феррарі            | 56  | +16.4           | 2     | 6    |
| 4    | Фернандо Алонсо     | Рено               | 56  | +18.3           | 4     | 5    |
| 5    | Нік Хайдфельд       | Заубер-БМВ         | 56  | +28.9           | 9     | 4    |
| 6    | Роберт Кубіца       | Заубер-БМВ         | 56  | +33.2           | 11    | 3    |
| 7    | Тімо Глок           | Тойота             | 56  | +41.7           | 12    | 2    |
| 8    | Нельсон Піке (мол.) | Рено               | 56  | +56.6           | 10    | 1    |
| 9    | Себастьян Феттель   | Торо Россо-Феррарі | 56  | +64.3           | 6     |      |
| 10   | Девід Култхард      | Ред Булл-Рено      | 56  | +74.8           | 15    |      |
| 11   | Рубенс Барікелло    | Хонда              | 56  | +85.0           | 13    |      |
| 12   | Кадзукі Накадзіма   | Вільямс-Тойота     | 56  | +90.8           | 17    |      |
| 13   | Себастьєн Бурде     | Торо Россо-Феррарі | 56  | +91.4           | 8     |      |
| 14   | Марк Веббер         | Ред Булл-Рено      | 56  | +92.4           | 16    |      |
| 15   | Ніко Росберг        | Вільямс-Тойота     | 55  | +1 коло         | 14    |      |
| 16   | Дженсон Баттон      | Хонда              | 55  | +1 коло         | 18    |      |
| 17   | Джанкарло Фізікелла | Форс Індія-Феррарі | 55  | +1 коло         | 20    |      |
| схід | Хейкі Ковалайнен    | Макларен-Мерседес  | 49  | пневматика      | 5     |      |
| схід | Адріан Сутіл        | Форс Індія-Феррарі | 13  | коробка передач | 19    |      |
| схід | Ярно Труллі         | Тойота             | 2   | аварія          | 7     |      |

Найшвидше коло: Льюїс Гамільтон — 1:36.325.
Кола лідирування: Льюїс Гамільтон — 53 (1-15, 19-56), Хейкі Ковалайнен — 3 (16-18).